# Suzanna van Bourbon
Suzanna van Bourbon (Châtellerault, 10 mei 1491 - aldaar, 28 april 1521) was van 1503 tot aan haar dood vrouwe van Beaujeu, gravin van Clermont, La Marche en Forez en hertogin van Auvergne en Bourbon. Ze behoorde tot het huis Bourbon.

## Vroege leven en erfopvolging
Suzanna was de dochter van hertog Peter II van Bourbon en Anna van Beaujeu, dochter van koning Lodewijk XI van Frankrijk. Van 1483 tot 1491 waren haar ouders regenten van Frankrijk tijdens de minderjarigheid van koning Karel VIII, de broer van Suzanna's moeder Anna. 
Suzanna had een oudere broer Karel, die leefde van 1476 tot 1498 en ongehuwd stierf. Na het overlijden van Karel begon haar vader zich steeds meer bezig te houden met de erfopvolging in zijn landerijen. Door de Salische Wet die in Frankrijk gold, was vrouwelijke erfopvolging namelijk niet toegelaten. Peters belangrijkste erfgenaam was hierdoor graaf Lodewijk II van Montpensier, het hoofd van het huis Montpensier, een zijlinie van het huis Bourbon.
In 1498 stierf koning Karel VIII van Frankrijk plotseling aan een ongeval, waarna hij werd opgevolgd door zijn neef in de tweede graad Lodewijk XII. Omdat Peter en Anna nauwere familie waren van Karel VIII, was de erfopvolging controversieel en bovendien hadden ze als vroegere regenten van Karel VIII de macht om de erfopvolging van Lodewijk XII al dan niet mogelijk te maken. Ze boden daarop Lodewijk aan om hem te erkennen als de nieuwe Franse koning, maar dan moest Lodewijk wel Suzanna erkennen als erfgename van de Bourbon-landerijen. Lodewijk had weinig keuze en ging in op het aanbod van Peter en Anna. In 1503 stierf Peter II en erfde Suzanna op 12-jarige leeftijd de Bourbon-landerijen. Haar moeder Anna diende wegens haar minderjarigheid als regentes.

## Regering
Om te verhinderen dat er een erfopvolgingsstrijd met het huis Montpensier zou ontstaan, wilden haar ouders Suzanna uithuwelijken aan graaf Lodewijk II van Montpensier. Toen bleek dat het huis Montpensier de concessies die Peter en Anna van koning Lodewijk XII hadden gekregen scherp veroordeelde, besliste een woedende Peter om Suzanna uit te huwelijken aan graaf Karel IV van Alençon, een favoriet van Lodewijk XII. Peter beschouwde Karel IV daarom als de ideale persoon om de Bourbon-landerijen te beschermen tegen het huis Montpensier en om de koninklijke steun te verzekeren. Suzanna's moeder Anna was echter tegen het huwelijk, omdat het huis Montpensier hierdoor hun dynastieke claims definitief zouden nastreven en dit politieke complicaties dreigde te veroorzaken. Uiteindelijk kon Peter zijn plannen doordrukken en op 21 maart 1501 werd het verlovingscontract van Suzanna en Karel IV ondertekend.
Nog voor het huwelijk kon plaatsvinden, stierf Peter II in oktober 1503 aan koorts. Inmiddels was ook graaf Lodewijk II van Montpensier overleden, waarna hij werd opgevolgd door zijn broer Karel III. Omdat zowel Peter als Lodewijk gestorven waren, waren de kwesties die hun relatie bemoeilijkten ten einde gekomen. Anna verbrak de verloving van Suzanna met Karel IV en huwelijkte haar uit aan graaf Karel III van Montpensier, waardoor een erfopvolgingsstrijd werd vermeden. Op 10 mei 1505 huwden Suzanna en Karel III, waarna hij onmiddellijk tot co-heerser van haar domeinen werd aangesteld. Het pasgehuwde echtpaar maakte onmiddellijk een reis door Suzanna's domeinen, wat ze dikwijls zouden herhalen.
Suzanna, die een zwakke gezondheid had, speelde vermoedelijk geen actieve rol in de staatszaken van haar domeinen. Het waren vooral haar echtgenoot en haar moeder die gezamenlijk en in goede samenwerking de staatszaken beheerden. Suzanna en haar echtgenoot Karel III kregen een zoon Frans (1517-1518), die slechts enkele maanden leefde, en een doodgeboren tweeling (1518).
In 1521 stierf Suzanna op 29-jarige leeftijd in het kasteel van Châtellerault. Ze werd bijgezet in de Priorij van Souvigny. Haar echtgenoot Karel werd vervolgens alleen hertog van Bourbon, terwijl haar moeder Anna een jaar later stierf. Karel hertrouwde niet meer en stierf in 1527, waarna de Bourbon-landerijen werden geannexeerd door de Franse kroon.

## Voorouders
| Voorouders van Peter II van Bourbon | Voorouders van Peter II van Bourbon                                | Voorouders van Peter II van Bourbon                                | Voorouders van Peter II van Bourbon                                | Voorouders van Peter II van Bourbon                                | Voorouders van Peter II van Bourbon                                           | Voorouders van Peter II van Bourbon                                           | Voorouders van Peter II van Bourbon                                           | Voorouders van Peter II van Bourbon                                           |
| ----------------------------------- | ------------------------------------------------------------------ | ------------------------------------------------------------------ | ------------------------------------------------------------------ | ------------------------------------------------------------------ | ----------------------------------------------------------------------------- | ----------------------------------------------------------------------------- | ----------------------------------------------------------------------------- | ----------------------------------------------------------------------------- |
| Overgrootouders                     | Jan I van Bourbon (1381-1434) ∞ Maria van Berry (1367–1434)        | Jan I van Bourbon (1381-1434) ∞ Maria van Berry (1367–1434)        | Jan zonder Vrees (1371-1419) ∞ Margaretha van Beieren (1363-1423)  | Jan zonder Vrees (1371-1419) ∞ Margaretha van Beieren (1363-1423)  | Karel VII van Frankrijk (1403-1461) ∞ 1422 Maria van Anjou (1404-1463)        | Karel VII van Frankrijk (1403-1461) ∞ 1422 Maria van Anjou (1404-1463)        | Lodewijk van Savoye (1413-1465) ∞ 1400 Anna van Lusignan (1384-1442)          | Lodewijk van Savoye (1413-1465) ∞ 1400 Anna van Lusignan (1384-1442)          |
| Grootouders                         | Karel I van Bourbon (1401-1456) ∞ Agnes van Bourgondië (1407–1476) | Karel I van Bourbon (1401-1456) ∞ Agnes van Bourgondië (1407–1476) | Karel I van Bourbon (1401-1456) ∞ Agnes van Bourgondië (1407–1476) | Karel I van Bourbon (1401-1456) ∞ Agnes van Bourgondië (1407–1476) | Lodewijk XI van Frankrijk (1423-1483) ∞ 1451 Charlotte van Savoye (1441-1481) | Lodewijk XI van Frankrijk (1423-1483) ∞ 1451 Charlotte van Savoye (1441-1481) | Lodewijk XI van Frankrijk (1423-1483) ∞ 1451 Charlotte van Savoye (1441-1481) | Lodewijk XI van Frankrijk (1423-1483) ∞ 1451 Charlotte van Savoye (1441-1481) |
| Ouders                              | Peter II van Bourbon (1438-1503) ∞ Anna van Beaujeu (1461–1422)    | Peter II van Bourbon (1438-1503) ∞ Anna van Beaujeu (1461–1422)    | Peter II van Bourbon (1438-1503) ∞ Anna van Beaujeu (1461–1422)    | Peter II van Bourbon (1438-1503) ∞ Anna van Beaujeu (1461–1422)    | Peter II van Bourbon (1438-1503) ∞ Anna van Beaujeu (1461–1422)               | Peter II van Bourbon (1438-1503) ∞ Anna van Beaujeu (1461–1422)               | Peter II van Bourbon (1438-1503) ∞ Anna van Beaujeu (1461–1422)               | Peter II van Bourbon (1438-1503) ∞ Anna van Beaujeu (1461–1422)               |
| Suzanna van Bourbon (1491-1521)     |                                                                    |                                                                    |                                                                    |                                                                    |                                                                               |                                                                               |                                                                               |                                                                               |